# Gymnangium aureum
Gymnangium aureum är en nässeldjursart som först beskrevs av Watson 1973.  Gymnangium aureum ingår i släktet Gymnangium och familjen Aglaopheniidae. Inga underarter finns listade i Catalogue of Life.